# Municipio de St. Michael
El municipio de St. Michael (en inglés: St. Michael Township) es un municipio ubicado en el condado de Madison en el estado estadounidense de Misuri. En el año 2010 tenía una población de 7056 habitantes y una densidad poblacional de 50,78 personas por km².

## Geografía
El municipio de St. Michael se encuentra ubicado en las coordenadas 37°32′42″N 90°17′36″O / 37.54500, -90.29333. Según la Oficina del Censo de los Estados Unidos, el municipio tiene una superficie total de 138.94 km², de la cual 137.88 km² corresponden a tierra firme y (0.76%) 1.06 km² es agua.

## Demografía
Según el censo de 2010, había 7056 personas residiendo en el municipio de St. Michael. La densidad de población era de 50,78 hab./km². De los 7056 habitantes, el municipio de St. Michael estaba compuesto por el 97.28% blancos, el 0.34% eran afroamericanos, el 0.43% eran amerindios, el 0.35% eran asiáticos, el 0.04% eran isleños del Pacífico, el 0.74% eran de otras razas y el 0.82% pertenecían a dos o más razas. Del total de la población el 1.46% eran hispanos o latinos de cualquier raza.